# Nastja Čeh
Nastja Čeh (Ptuj, 26 januari 1978) is een Sloveens voormalig betaald voetballer die tot 2019 vooral speelde als aanvallende middenvelder. Čeh speelde tussen 2001 en 2005 vier seizoenen voor Club Brugge. Hij werd een vaste waarde en maakte naam in België met zijn verfijnde traptechniek bij vrije schoppen. Čeh kwam 46 maal uit voor Slovenië en trad aan op het WK 2002.

## Clubcarrière
In het seizoen 2005/2006 speelde hij voor Austria Wien. Hij werd echter ontslagen door de Weense ploeg. Čeh speelde vier seizoenen voor Club Brugge. In die periode won de Sloveen twee keer de titel en twee keer de beker. Čeh staat vooral bekend om zijn vrije trappen. De linkspoot tekende eind december 2006 een contract bij de Russische neo-eersteklasser FK Chimki. In januari 2009 vertrok hij naar het Griekse Panserraikos Serres, dat hij na een half jaar inruilde voor HNK Rijeka.

## Clubstatistieken
| Seizoen | Club                 | Land                 | Competitie        | Duels | Doelp. |
| ------- | -------------------- | -------------------- | ----------------- | ----- | ------ |
| 2001/02 | Club Brugge          | Vlag van België      | Jupiler League    | 18    | 0      |
| 2002/03 | Club Brugge          | Vlag van België      | Jupiler League    | 25    | 9      |
| 2003/04 | Club Brugge          | Vlag van België      | Jupiler League    | 24    | 5      |
| 2004/05 | Club Brugge          | Vlag van België      | Jupiler League    | 28    | 11     |
| 2005/06 | Austria Wien         | Vlag van Oostenrijk  | Bundesliga        | 32    | 3      |
| 2006/07 | Austria Wien         | Vlag van Oostenrijk  | Bundesliga        | 4     | 0      |
| 2006/07 | FK Chimki            | Vlag van Rusland     | Premjer-Liga      | 24    | 2      |
| 2007/08 | FK Chimki            | Vlag van Rusland     | Premjer-Liga      | 22    | 4      |
| 2008/09 | Panserraikos         | Vlag van Griekenland | Super League      | 6     | 1      |
| 2009/10 | HNK Rijeka           | Vlag van Kroatië     | 1. HNL            | 7     | 0      |
| 2009/10 | Bnei Sakhnin         | Vlag van Israël      | Ligat Ha'Al       | 10    | 1      |
| 2010/11 | Bnei Sakhnin         | Vlag van Israël      | Ligat Ha'Al       | 30    | 3      |
| 2011/12 | Maccabi Petach Tikwa | Vlag van Israël      | Ligat Ha'Al       | 4     | 0      |
| 2011/12 | PSMS Medan           | Vlag van Indonesië   | Liga 1            | 14    | 3      |
| 2013    | Thanh Hoa FC         | Vlag van Vietnam     | V.League 1        | 21    | 9      |
| 2014    | Thanh Hoa FC         | Vlag van Vietnam     | V.League 1        | 20    | 6      |
| 2015/16 | NK Drava Ptuj        | Vlag van Slovenië    | 2. slovenska liga | 24    | 8      |
| 2016/17 | NK Drava Ptuj        | Vlag van Slovenië    | 2. slovenska liga | 23    | 8      |
| 2017/18 | NK Drava Ptuj        | Vlag van Slovenië    | 2. slovenska liga | 26    | 10     |
| 2018/19 | NK Drava Ptuj        | Vlag van Slovenië    | 2. slovenska liga | 10    | 1      |
| Totaal  | Totaal               | Totaal               | Totaal            | 372   | 84     |

## Interlandcarrière
Čeh speelde in de periode 2001-2007 in totaal 46 wedstrijden voor de Sloveense nationale ploeg. Hij scoorde zes keer. Hij maakte deel uit van de Sloveense selectie bij het WK voetbal 2002 in Japan en Zuid-Korea. Čeh maakte zijn debuut op zaterdag 6 oktober 2001 in de WK-kwalificatiewedstrijd tegen Faeröer (3-0), net als Senad Tiganj. Beide debutanten namen de doelpunten voor hun rekening; Čeh tekende voor de eerste twee treffers, Tiganj bepaalde de eindstand in de 82ste minuut op 3-0.

## Erelijst
Club Brugge
- Belgisch landskampioen

2003
2005
- Beker van België

2002
2004
- Belgische Supercup

2002
2003
2004
 Austria Wien
- Oostenrijks landskampioen

2006